# 欧涅
欧涅（法語：Augne，法語發音：[oɲ]）是法国新阿基坦大区上维埃纳省的一个市镇，属于利摩日区。

## 地理
欧涅（45°47'1"N, 1°42'18"E）面积17.59 平方千米，位于法国新阿基坦大区上维埃纳省，该省份为法国中西部省份，北起顺时针与安德尔省、克勒兹省、科雷兹省、多爾多涅省、夏朗德省和维埃纳省接壤。
与欧涅接壤的市镇（或旧市镇、城区）包括：小圣于连、比雅勒夫、埃穆捷、佩拉堡、小圣阿芒。

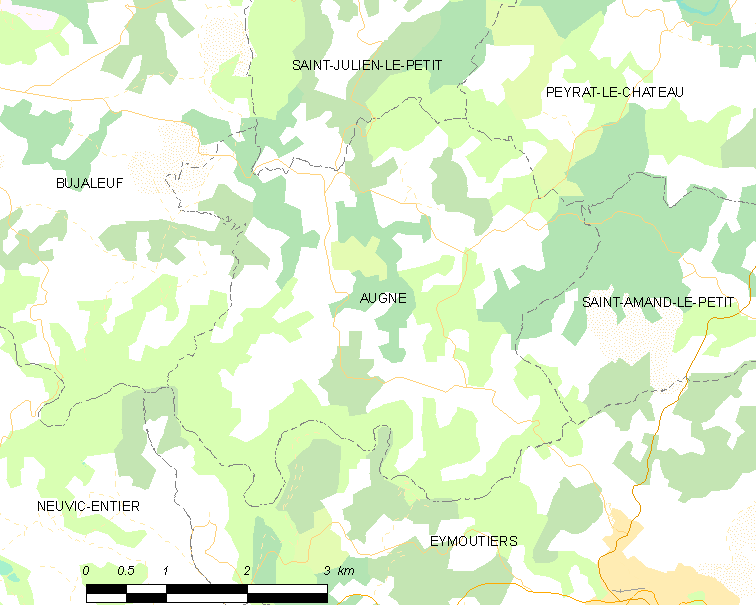
欧涅的OSM定位图

欧涅的时区为UTC+01:00、UTC+02:00（夏令时）。

## 行政
欧涅的邮政编码为87120，INSEE市镇编码为87004。

## 政治
欧涅所属的省级选区为埃穆捷县。

## 人口

1962-2008年间欧涅人口变化图示

欧涅于2022年1月1日时的人口数量为124人。